# Bicsurai járás

A Bicsurai járás Burjátföldön

A Bicsurai járás (oroszul Бичурский район, burját nyelven Бэшуурэй аймаг) Oroszország egyik járása Burjátföldön. Székhelye Bicsura falu.

## Népesség
- 2002-ben 27 015 lakosa volt, melyből 88,2% orosz, 11% burját.
- 2010-ben 25 352 lakosa volt, melyből 21 938 orosz, 3 035 burját, 32 azeri, 31 ukrán, 27 tatár, 20 grúz stb.